# Tigridia galanthoides
Tigridia galanthoides är en irisväxtart som beskrevs av Elwood Wendell Molseed. Tigridia galanthoides ingår i släktet Tigridia och familjen irisväxter. Inga underarter finns listade i Catalogue of Life.